# Теллефсен, Томас
Томас Дайк Акланд Теллефсен (26 ноября 1823, Тронхейм — 6 октября 1874, Париж) — норвежский пианист, композитор и педагог.
Начал учиться музыке в родном городе у своего отца, органиста Йохана Христиана Теллефсена, дав первый публичный концерт весной 1842 года. С конца того же года жил в Париже, где в 1844—1847 годах брал уроки у Фредерика Шопена. Марцелина Чарторыйская пригласила его в отель Ламберт, где он дебютировал как пианист с большим успехом в 1851 году. Апогей фортепианной карьеры Теллефсена пришёлся на период 1850—1860 годов, когда он неоднократно гастролировал по Норвегии, Швеции и Англии.
Композиторское наследие Теллефсена представлено 44 опусами: сольные фортепианные произведения, два фортепианных концерта, произведения камерной музыки. Композитор посвящал свои произведения в основном польской, русской и французской аристократиям. После смерти Шопена в 1849 году принял к себе его учеников.